# La Fare-en-Champsaur
La Fare-en-Champsaur é uma comuna francesa na região administrativa da Provença-Alpes-Costa Azul, no departamento de Altos-Alpes. Estende-se por uma área de 10,27 km². Em 2010 a comuna tinha 438 habitantes (densidade: 42,6 hab./km²).